# Basseko
Basseko est une localité du département de Ouagadougou, dans la province de Kadiogo (région Centre) au Burkina Faso. En 2006, cette localité comptait 3 323 habitants dont 52,6 % de femmes.